# Antonio Leto
Antonino ou Antonio Leto, né le 14 juin 1844 à Monreale et mort le 31 mai 1913 à Capri, est un peintre italien.

## Biographie
Antonio Leto naît le 14 juin 1844 à Monreale, près de Palerme. Il est le fils de Pietro et de Caterina Puleo. Afin de se consacrer à la peinture, il abandonne ses études classiques et, en 1861, grâce à l'intérêt de son oncle, Don A. Leto, et à un chèque mensuel de l'administration municipale de Monreale, il se rend à Palerme pour étudier avec le peintre d'histoire L. Barba, puis dans l'atelier du paysagiste Luigi Lojacono, où il rencontre son fils Francesco et assimile le naturalisme napolitain de la matière de Filippo Palizzi, en peignant des vues et des paysages d'après nature. L'un de ces tableaux, Paesaggio (1863 : Monreale, Circolo di cultura Italia), est offert par l'auteur à la municipalité de Monreale en signe de gratitude.
À Naples, où il se rend en 1864 pour poursuivre ses études, Antonio Leto est attiré par la peinture de Giuseppe De Nittis et par les propositions de l'« école de Resìna » qui, dans le sillage de la leçon de Macchiaioli popularisée par Adriano Cecioni, prône un rendu plus libre de la réalité, libéré du descriptivisme analytique de F. Palizzi. Contraint de retourner à Palerme après seulement six mois, il rencontre en 1865 le sénateur I. Florio, qui lui commande une vue de son établissement œnologique de Marsala. Suivent ses premières reconnaissances officielles : en 1870, il remporte la médaille d'argent à l'exposition d'art de Palerme avec Il ritorno dal pascolo (collection privée) ; l'année suivante, avec La bufera, il obtient la médaille d'or à l'exposition régionale de Syracuse ainsi que l'achat par la municipalité de Monreale du tableau L'Anapo (1871 : Monreale, hôtel de ville) ; en 1872, il envoie le tableau Una giornata d'inverno in Sicilia à l'Académie des Beaux-Arts de Brera à Milan pour l'exposition.
En 1873, il séjourne à Portici, où il exécute des études du Vésuve avec d'autres artistes de l'école Resina (par exemple, Vésuve : Palerme, collection Varvaro). En 1874, soutenu par les Florios, il se rend à Rome, où il rencontre Francesco Paolo Michetti, qui se consacre alors à des œuvres véristes à thème champêtre, et où il exécute Alla Villa Borghese et Un contadino romano exposés la même année au Xe Promotrice napolitain. La même année, il retourne à Palerme pour préparer le concours de l'internat artistique romain, devenu institution nationale après l'Unification de l'Italie, qu'il remporte en 1875 avec l'œuvre La raccolta delle olive (1874 : Palerme, Galleria d'arte moderna E. Restivo), caractérisée par une exécution minutieuse. Il réside ensuite entre Rome et Naples, expérimentant la technique compendieuse tachetée de l'école de Resina et adhérant à une interprétation lyrique de la réalité, en accord avec les recherches de De Nittis et F. Rossone. Les œuvres envoyées à l'exposition de Brera en 1875, Villa Borghese et Bosco di Portici, achetées par l'Académie, témoignent de cette période de travail, qui marque le plus grand écart de Antonio Leto par rapport au naturalisme de Palladio.
Contraint de retourner à Palerme pour des raisons de santé, il demande et obtient le transfert de sa pension artistique de Rome à Florence, où il s'installe de 1876 à 1878. En Toscane, il approfondit la leçon des Macchiaioli, acquérant une technique picturale plus rapide et essentielle, capable de rendre le mouvement de la vie urbaine (Case a Viareggio : Palerme, Galerie d'art moderne E. Restivo ; Ponte di S. Trinita ; Passeggiata alle Cascine). Après avoir collaboré avec la galerie Pisani, qui a acheté la plupart de sa production florentine, Antonio Leto s'installe à Paris en 1879, invité par le célèbre marchand A. Goupil, pour qui De Nittis travaillait déjà. Il y connaît rapidement le succès avec des représentations vivantes de la vie dans la métropole (Vecchia Parigi, 1880 : Milan, Edison Company ; Le bois de Boulogne : Palerme, Collection Tagliavia) ; et son atelier devient un point de rencontre pour les artistes et les intellectuels, parmi lesquels De Nittis, Domenico Morelli, A. Mancini, Vincenzo Gemito, A. de Neuville, Édouard Manet et Jean-Louis-Ernest Meissonier. En raison du climat et poussé par le besoin d'indépendance, il rompt son contrat avec Goupil en 1880 et retourne en Italie. À Palerme, il est accueilli par Florio et son épouse Giovanna d'Ondes Trigona, qui lui commandent la décoration de la pièce menant de la salle de bal à la salle à manger de l'étage supérieur de leur petite villa d'Olivuzza (esquisses de 1880, à Palerme, Galerie d'art moderne E. Restivo), ainsi qu'un cycle de peintures murales pour leur villa de Colli (aujourd'hui, Opera pia Istituto Pignatelli).
Entre 1880 et 1881, Antonio Leto peint au premier étage de cette résidence quatre panneaux représentant des vues et des scènes de fêtes et de jeux (Festa a villa Florio ai Colli, Il gioco, Paesaggio con gatto e gallinacci et Paesaggio con vaso, reproduits dans Giambona, n° 6-8) de nature vivante et non conventionnelle, chacun encadré par un faux kiosque en bois et peint à la détrempe avec des couleurs claires à la manière impressionniste. Également invité par les Florios, il visite leurs propriétés à Trapani et sur l'île de Favignana, qu'il reproduit dans les tableaux Saline di Trapani (1881 : Palerme, Galleria d'arte moderna E. Restivo) et La pesca del tonno in Sicilia (1881-87), inspiré par l'activité de la pêche au thon à Favignana.
La première moitié des années 1880 coïncide avec une période d'intense activité d'exposition pour Antonio Leto qui ne se ralentit pas même après sa retraite à Capri en 1882. Il participe aux Promotrici de Gênes (1881, 1884), de Turin (1881-82, 1884), de Florence (1881, 1884) et de Naples (1881) avec des œuvres inspirées à nouveau par les paysages méditerranéens et les marines, parmi lesquelles il faut retenir Centodieci anni a Ischia (1881) et Nel bosco di Portici (1882-84), exposées à plusieurs reprises par l'artiste et aujourd'hui à la Galerie d'art moderne E. Restivo. Restivo ; Un marinaio e la sua pipa a Lacco (1881) ; Nel golfo di Napoli (1884) ; Ve ne darò (1884). En 1883, il triomphe à l'Exposition nationale des Beaux-Arts de Rome avec une œuvre de chronique sociale, également représentée l'année précédente par G. Toma : I funari di Torre del Greco, qui est achetée par le ministère de l'Instruction publique pour la Galerie nationale d'art moderne (aujourd'hui Rome, Chambre des députés). À la même occasion, il expose également un groupe de paysages et d'études d'après nature (Impressione presso Ischia, Marina di Portici, Le zucche, Studio dal vero) et deux éventails peints à la détrempe, qu'il présente à nouveau l'année suivante à l'Exposition internationale de Nice avec trois tableaux, Bosco di Portici, Centodieci anni a Ischia et Nel frutteto, obtenant une médaille d'argent. Dans la seconde moitié des années 1880, il participe régulièrement à la Promotrice de Naples, où il présente en 1890 la grande toile La pesca del tonnoin Sicilia (ou La mattanza) 1887 : Palerme, Pinacoteca della Fondazione Banco di Sicilia). De cette œuvre, à laquelle Antonio Leto a travaillé pendant près de dix ans, il existe une première version, plus petite (1884 : Naples, Galleria di Capodimonte) et de nombreuses études de détail, dont l'une a été présentée à l'exposition italienne de Londres en 1888, ainsi que deux pastels inspirés du monde du travail (Pescatore napoletano) et une aquarelle (Zucche).
À Capri, Antonio Leto trouve sa source d'inspiration définitive, qu'il traduit par une peinture de taches plus solide, avec de forts contrastes d'ombres et de lumière (Grotta dei Faraglioni : Essen, Villa Hugel). Malgré son isolement progressif de la scène artistique, dû en partie à des raisons de santé, sa maison de Via Tragara devient un point de référence pour les artistes et les collectionneurs étrangers séjournant sur l'île. Absent de la grande exposition nationale de Palerme en 1891-92, il envoie tout de même une œuvre à l'exposition de Munich en 1894 (Le palme dell'hotel Pagano a Capri) et, grâce à l'intérêt de ses amis E. Dalbono, G. Casciaro et V. Irolli, deux œuvres à la 9e Biennale de Venise en 1910 Marina di Catello a Capri (Venise, Galerie internationale d'art moderne) et Scogli della piccola marina a Capri (Venise, Galerie internationale d'art moderne), achetées respectivement par Victor-Emmanuel III et le prince héritier de Grèce Constantin. La même année, il retourne brièvement à Monreale, où il avait disparu depuis au moins trente ans.
Antonio Leto meurt le 31 mai 1913 à Capri, en présence de son ami peintre E. Raimondi et de son élève M. Fede.